# 타케우치 슌스케
타케우치 슌스케(일본어: 武内駿輔 たけうち しゅんすけ[*], 1997년 9월 12일 ~ )는 일본의 남성 성우이다. 도쿄도 출신이며, 81 프로듀스 소속이다.

## 인물
10살 때 영화 《다크 나이트》의 악역 조커를 연기한 히스 레저에 감동받아 배우가 되고 싶다는 꿈을 가졌다. 중학교 시절에는 육상부로 활동했지만, 부모님을 설득하여 3학년 무렵 연기 학원에 들어간다. 중학교 졸업 후 81 프로듀스에서 수업을 받는다. 17세에 《아이돌마스터 신데렐라 걸즈》의 프로듀서 역에 발탁되어 주목을 받게된다.

## 출연 작품

### 극장판 애니메이션
2021년
- 기동전사 건담: 섬광의 하사웨이 - 이람 마삼 역

2022년
- 기동전사 건담 쿠쿠루스 도안의 섬 - 쿠쿠루스 도안 역

2023년
- 극장판 SPY×FAMILY CODE: White - 타입 F 역

2025년
- 킹 오브 프리즘 -유어 엔드리스 콜- 모두 빛나라! 프리즘 투어즈 - 야마토 알렉산더 역